# Thioketal-Reduktion
Die Thioketal-Reduktion ist eine Reaktion der organischen Chemie, bei der Thioketale zum Alkan reduziert werden. Auf diesem Weg können auch Ketone oder Aldehyde unter milden Bedingungen zum Alkan reduziert werden. Die Reaktion wird auch Mozingo-Reaktion bzw. Mozingo-Reduktion oder Wolfrom-Karabinos-Carbonylreduktion genannt.

## Namensgebung
Ralph Mozingo legte 1943 mit einer Arbeit über die Hydrogenolyse von Thioverbindungen die Grundlage für die Thioketal-Reduktion. Häufig wird die Reduktion von Thioketalen deshalb Mozingo-Reaktion genannt, obwohl diese Methode nicht auf Thioketale beschränkt ist, sondern allgemein die Entschwefelung durch Raney-Nickel beschreibt. Wolfrom und Karabinos erkannten 1944 das Potential dieser Reaktion und weiteten ihre Anwendung auch auf Thioketale aus.

## Übersichtsreaktion
Ein Thioketal wird mit Raney-Nickel in Ethanol zum Rückfluss erhitzt, dabei entsteht ein das entsprechende Alkan. Häufig geschieht dies unter Wasserstoffzugabe, dies ist jedoch nicht immer notwendig.

## Potential und Kritik
Die Thioketal-Reduktion stellt eine Alternative zur Wolff-Kishner-Reduktion, die basische Bedingungen benötigt und zur im Sauren stattfinden Clemmensen-Reduktion.
Problematisch ist jedoch, dass das Thioketal in einem zusätzlichen Schritt synthetisiert werden muss. Außerdem ist Raney-Nickel pyrophor.